# Anna Egholm
Anna Agafia Svideniouk Egholm (født 18. juni 1996) er en dansk skuespiller, skøjteløber og violinist. Hun er bedst kendt for sin rolle i Tv-serien Max, der kørte på DR1 i 2007-2008, og i de efterfølgende film Max Pinlig fra 2008, Max Pinlig 2 - sidste skrig fra 2011, og Max Pinlig 3 på Roskilde fra 2012. Hun har også haft en mindre rolle i filmen Oskar & Josefine fra 2005.
Anna har desuden vundet førstepræmier i Berlingskes Klassiske Musikkonkurrence, "Distinction Award" og førstepræmie i The American Protégé International Music Talent Competition Fall 2013. Hun taler fire forskellige sprog (dansk, russisk, engelsk fransk) og har dyrket skøjteløb på eliteplan. 
Anna har som violinist vundet mange konkurrencer, bl.a. Øresunds Solist 2009 og 2016, Jacob Gades Violinkonkurrence, Nordisk Solistkonkurrence 2014 og 3. pris i "Debut Berlin" og i Den danske Strygerkonkurrence. I november 2017 vandt hun både 1. pris og publikumsprisen i Concours International de Violon D'Avignon "Ginette  Neveu"
I 2019 vandt Anna tredje prisen i Carl Nielsen International Violin Competition og samme år førsteprisen i Tibor Varga International Violin Competition i Schweiz.
Anna har modtaget legater og priser fra bl.a. Augustinusfonden, Idella Foundation, Carl Nielsen Fonden, Van Hauen prisen, Leonie Sonning Talent Prize, Jacob Gades Store Legat, Copenhagen Summer Festivals Talentpris og Gangstedfonden. Hun har også modtaget Bourse Culturelle Leenaards i 2019. 
Anna har været solist med flere danske og europæiske orkestre, bl.a. DR Symfoniorkesteret, Malmø Symfoniorkester og Bergen Filharmonikerne. I februar 2018 spillede hun Nielsens violinkoncert med Filarmonia Transilvania i Cluj-Napoca, Rumænien.
Hun har spillet sammen med musikere fra Berlinerfilharmonikerne til Vinterfestspill i Røro og har også spillet i Los Angeles i Walt Disney Hall. I maj 2018 spillede hun i Kronberg sammen med blandt andre Gidon Kremer, Christian Tetzlaff og Sir András Schiff.
Anna studerede sin Bachelor på Det Kongelige Danske Musikkonservatorium i København hos Alexandre Zapolski og tog derefter til Schweiz, i Lausanne, hvor hun gik på en solist master uddannelse. Fra september 2019 går hun på solistklassen på Det Kongelige Danske Musikkonservatorium hos professor Tim Frederiksen.